# Embriologija
Embriologija (iz embrio - zarodek) je znanost zgodnjega razvoja organizmov, med enoceličnim stanjem (splošneje, zigoto) in začetkom prostega življenja.